# ميخائيل آدامز (سياسي)
ميخائيل آدامز (بالإنجليزية: Michael Adams)‏ هو محامي وسياسي كندي، ولد في 13 أغسطس 1845 في كندا، وتوفي في 1899 في كندا. حزبياً، نشط في حزب كندا المحافظ. وقد انتخب عضو الجمعية التشريعية لنيو برونزويك ‏ وانتخب عضو مجلس الشيوخ الكندي وانتخب عضو مجلس العموم الكندي.